# ساندرا أثون كانالدا
ساندرا أثون كانالدا (بالإسبانية: Sandra Azón Canalda، ولدت في 12 نوفمبر 1973، برشلونة، إسبانيا) لاعبة إسبانية، تنافست في سباق القوارب الشراعية، تخصصت في فئة Yngling وفئة 470. هي شقيقة لاعبة سباق القوارب الشراعية الإسبانية مونيكا أثون كانالدا.
حصلت على ميداليتين ذهبيتين في بطولة العالم للشراع في فئة Yngling عام 2002 و2006، وعلى الميدالية الذهبية في بطولة أوروبا للشراع في فئة 470 عام 2003، وعلى الميدالية الذهبية في بطولة أوروبا للشراع في فئة Yngling عام 2006. كما حازت على الميدالية الفضية في دورة الألعاب الأولمبية الصيفية 2004 في أثينا في فئة 470.

## إنجازاتها

### الألعاب الأولمبية الصيفية
- 2004 أثينا  اليونان:  ميدالية فضية للشراع في فئة 470.

### بطولة العالم للقوارب الشراعية فئة 470
- 2000 بالاتونفورد  المجر:  ميدالية برونزية للشراع في فئة 470.
- 2001 كوبر  سلوفينيا:  ميدالية برونزية للشراع في فئة 470.

### بطولة العالم للقوارب الشراعية فئة Yngling
- 2002 برونن  سويسرا:  ميدالية ذهبية للشراع في فئة Yngling.
- 2006 لا روشيل  فرنسا:  ميدالية ذهبية للشراع في فئة Yngling.

### بطولة أوروبا للقوارب الشراعية فئة 470
- 2001 مالسيسينا  إيطاليا:  ميدالية برونزية للشراع في فئة 470.
- 2003 بريست  فرنسا:  ميدالية ذهبية للشراع في فئة 470.

### بطولة أوروبا للقوارب الشراعية فئة Yngling
- 2006 ميديمبليك  هولندا:  ميدالية ذهبية للشراع في فئة Yngling.

## روابط خارجية
- ساندرا أثون كانالدا على موقع IMDb (الإنجليزية)